# Coll Travà

Els Passos de Coll Travà, respecte del terme d'Abella de la Conca

El Coll Travà és una collada situada a 1.285 metres d'altitud situat en el terme municipal d'Abella de la Conca, a la comarca del Pallars Jussà.
Està situat en el plegament més meridional dels que formen la Serra de Carrànima, al nord-oest del Botant de la Sadella. Més a ponent hi ha eñs Passos de Coll Travà.
Era un coll en el camí de muntanya, potser de bast, que accedia al santuari de la Mare de Déu de Carrànima des del sud, per la vall del barranc de Fonguera.

## Etimologia
Sense referir-se directament a Travà, Joan Coromines relaciona tot de topònims començats en trav- seguits d'una a tònica amb dos ètims germànics relacionats amb noms propis.